# Manuel Panselinos
Manuel Panselinos (în greacă Μανουήλ Πανσέληνος) a fost un pictor și scriitor bizantin al Renașterii paleologe, cunoscut pentru introducerea patosului în fresce, picturi murale și mai ales în icoanele din secolele al XIII-lea și al XIV-lea. A fost activ în regiunea Macedoniei și a fost considerat pe scară largă a fi cea mai proeminentă și influentă figură a renașterii paleologe și a școlii macedonene de pictură centrată în al doilea oraș ca mărime al Imperiului, Salonic.

## Biografie
Manuel Panselinos s-a născut la sfârșitul secolului al XIII-lea în Salonic. Lucrările sale principale au fost iconografia și frescele. Lucrările sale pot fi găsite în mai multe mănăstiri din Muntele Athos: Vatopedi, Marea Lavră și Biserica Protaton din Kareia. Lucrarea sa cea mai importantă este pictura murală a bisericii Protaton. Contemporanii săi au fost Georgios Kalliergis, Michael Astrapas și Eutychios Astrapas. Unii istorici consideră că Kalliergis a fost unul dintre studenții săi datorită asemănării stilurilor de pictură.
Cu toate acestea, tradiția care atribuie picturile athonite lui Panselinos a fost atestată abia în secolul al XVII-lea. Panselinos a fost uneori echivalat cu membrii familiei Astrapas, dar fără dovezi solide. O analiză a scrisului de mână din 2024 efectuată asupra picturii murale Protaton a lui Panselinos a conectat scrisului său cu literele de pe Marcian Codex GR 516, un manuscris atribuit pictorului școlar macedonean Ioannis Astrapas, o rudă a lui Michael și Eutychios Astrapas. Părintele Cosmas Simonopetritis, un fost administrator al Muntelui Athos, a sugerat că Manuel Panselinos a fost un pseudonim adoptat de Astrapas în opera sa.
Din punct de vedere stilistic, istoricii de artă au evidențiat un stil distinctiv în lucrările lui Panselinos și asemănări izbitoare între diferitele picturi care i-au fost atribuite: culorile lor moi, redarea simetrică a figurilor și unicitatea formei în compoziții și proporții, în special în chipuri. 

## Cercetare științifică
Cercetările făcute în Athos au arătat că toate picturile pretinse ale lui Panselinos sunt opere sale autentice, inclusiv (dar fără a se limita la) frescele din Protaton și pronaosul exterior al Katholikonului din Vatoped, capul Sfântului Nicolae din Katholikonul Marei Lavre (trupul a fost retușat), icoana portabilă a Sfântului Dimitrie din Marea Lavră și cele două icoane ale Sfântului Gheorghe din Vatoped. Lucrările sale autentice au fost, de asemenea, localizate în monumente din Salonic și alte orașe din Macedonia grecească.

## Galerie

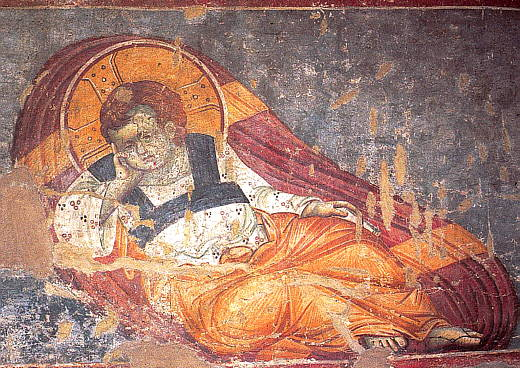
Iisus în copilărie, Protaton, Kareia
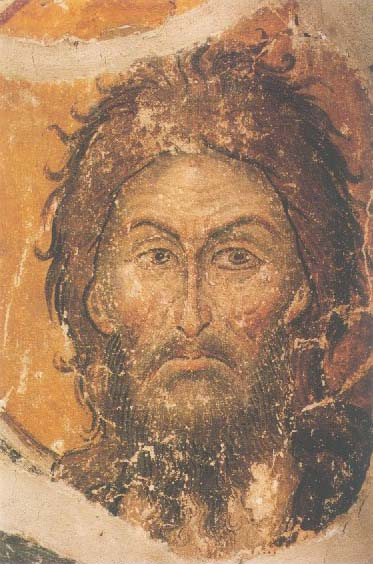
Ioan Botezătorul, Protaton, Kareia
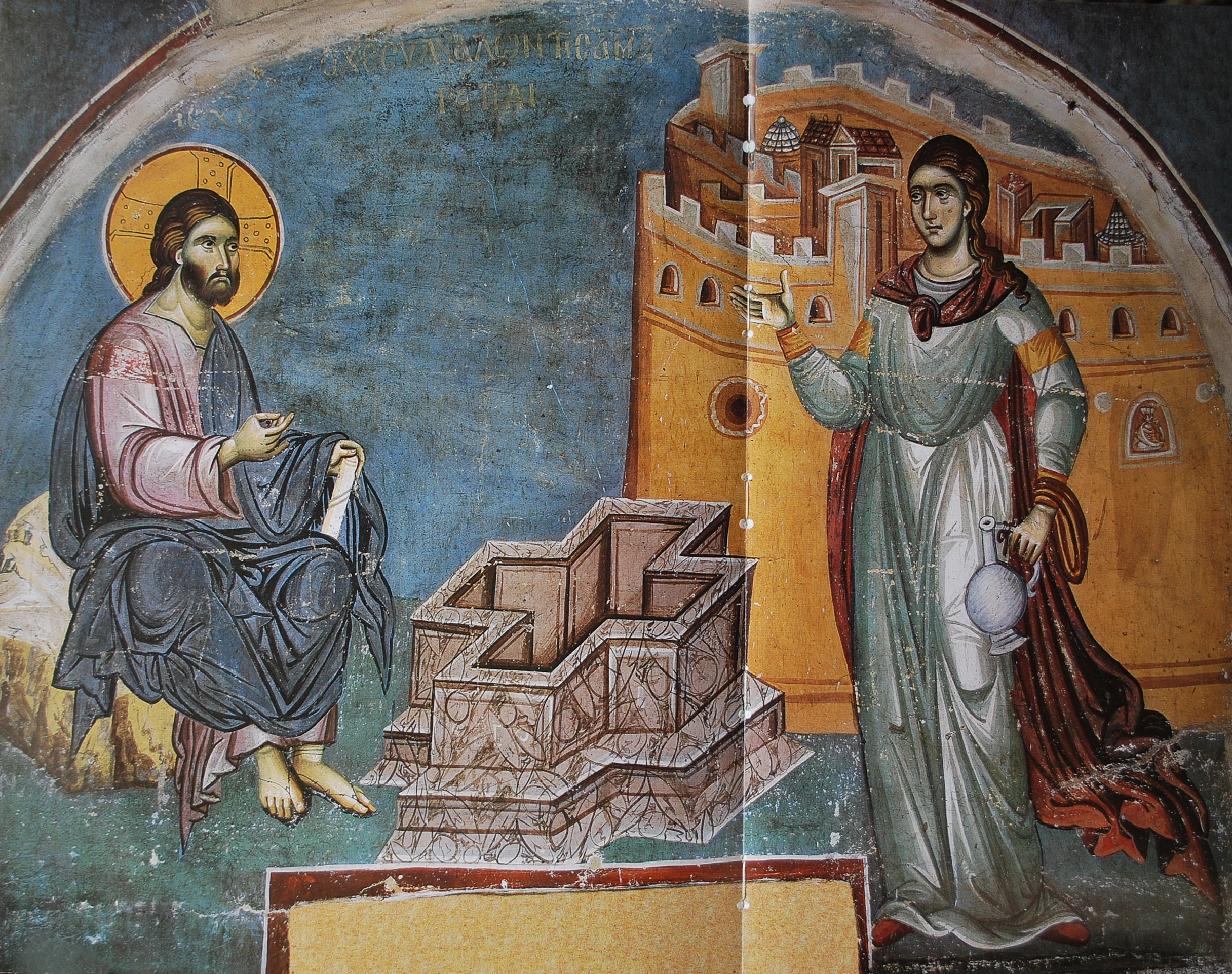
Iisus și femeie samariteancă, Protaton, Kareia
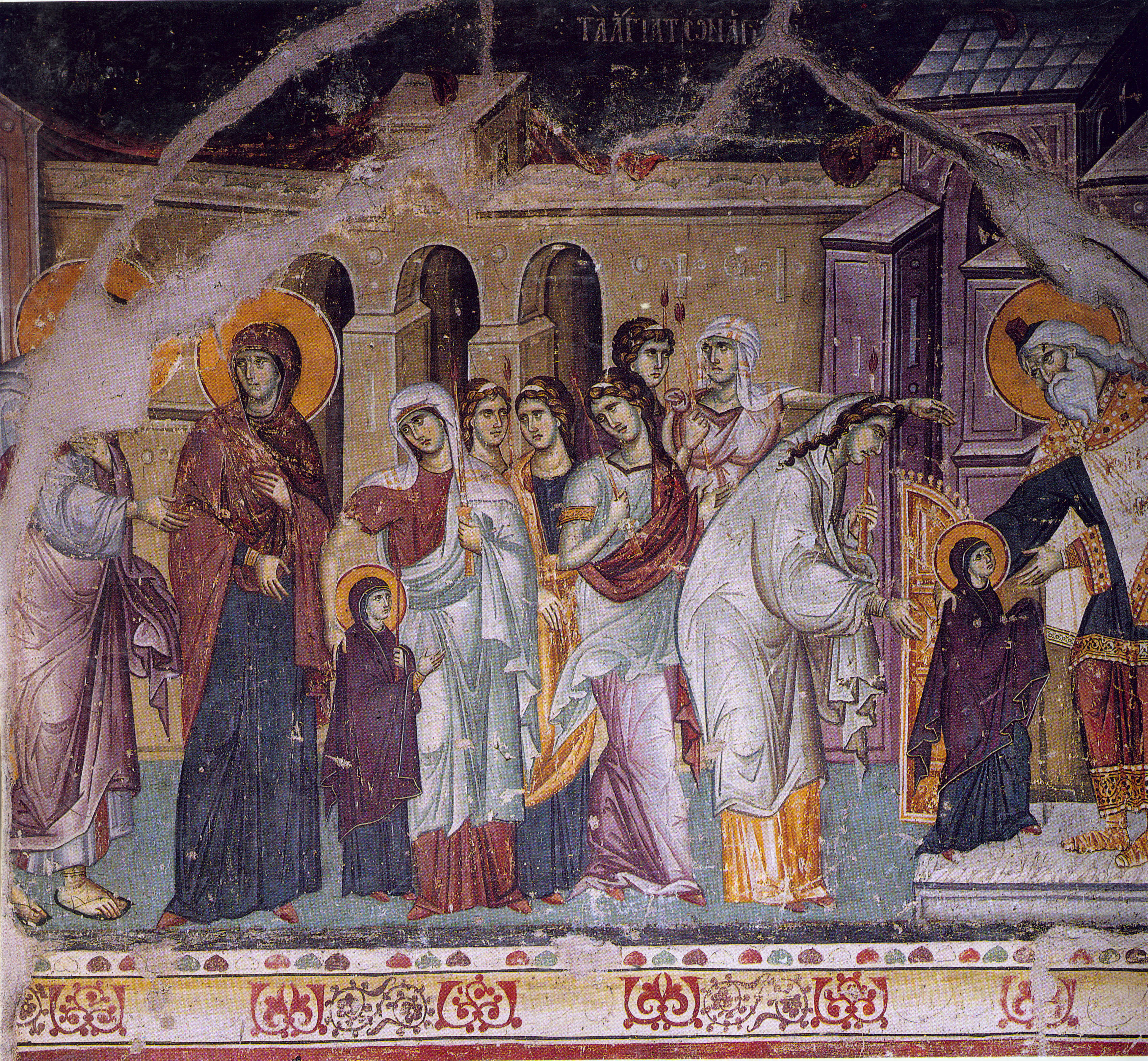
Intrarea în Biserică a Maicii Domnului, Protaton, Kareia
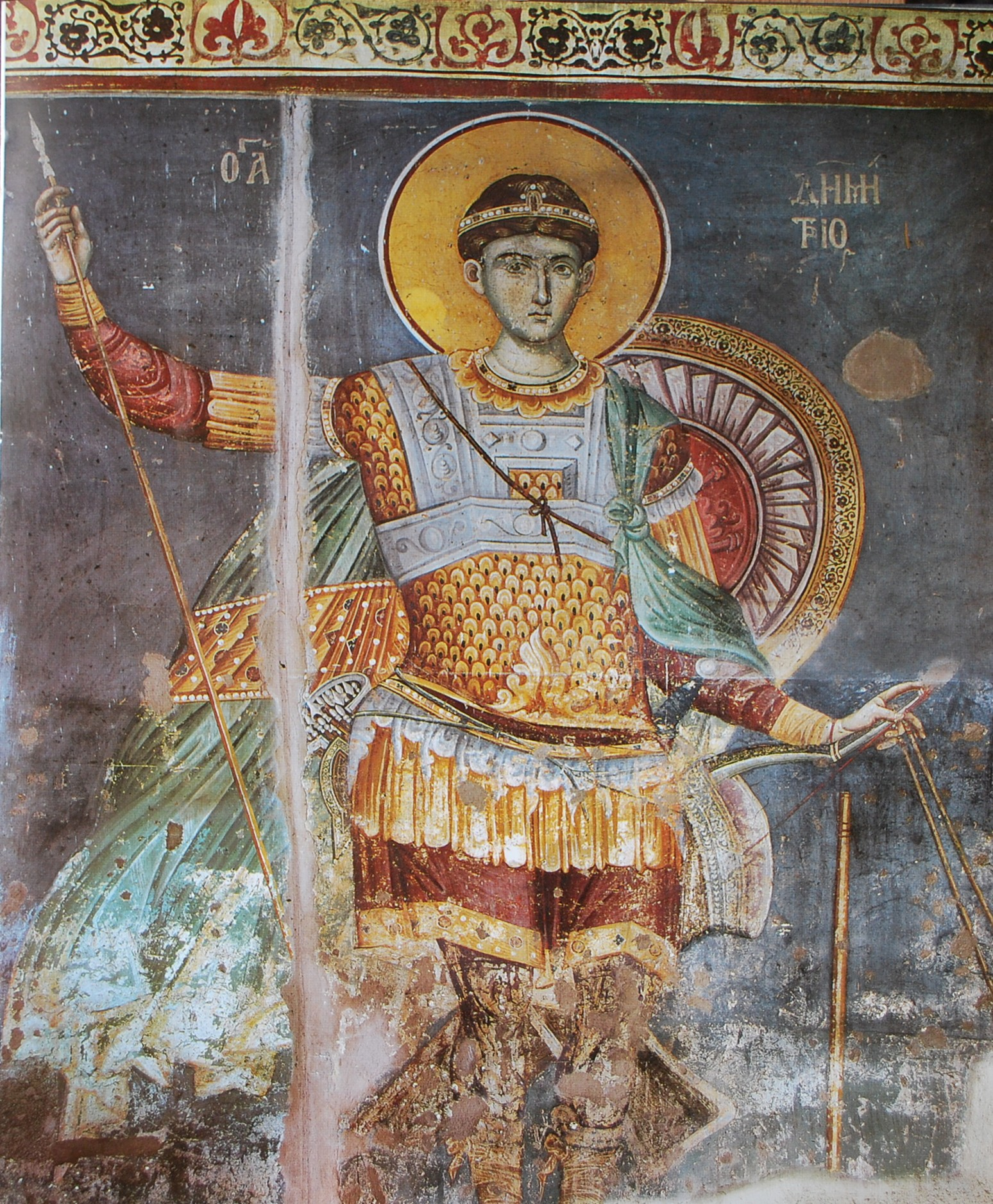
Sfântul Dimitrie, Protaton, Kareia
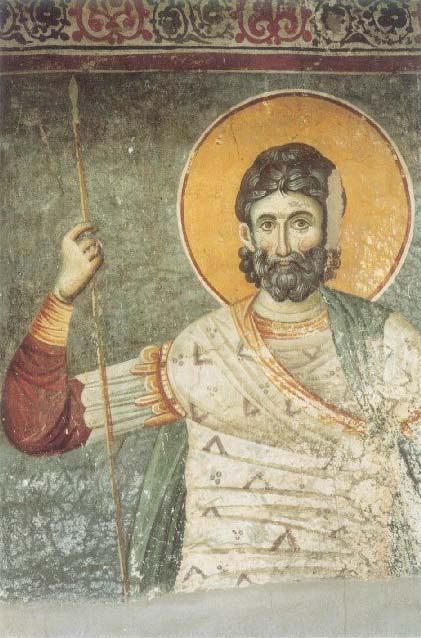
Sfântul Eustachie, Protaton, Kareia
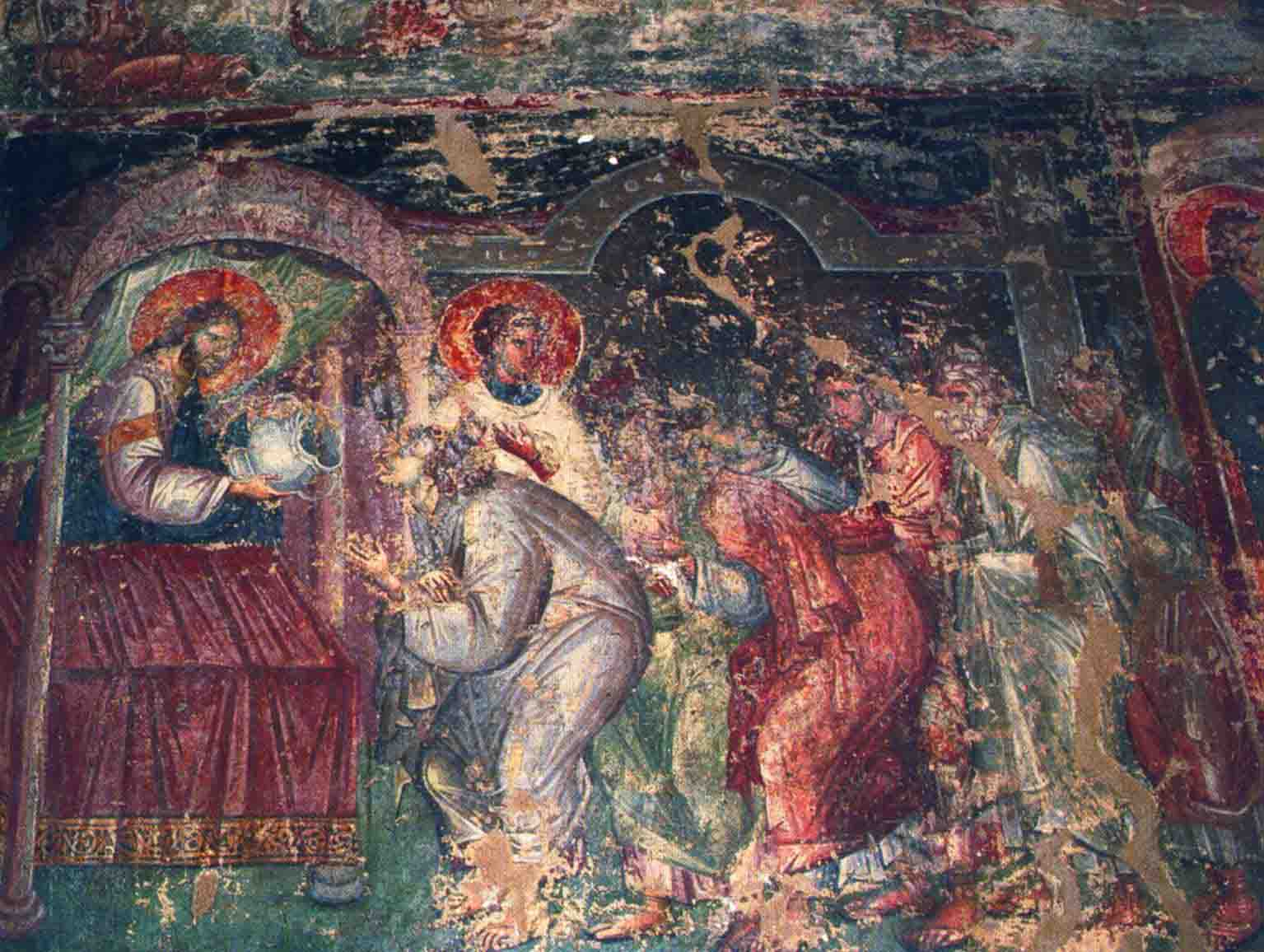
Fresca din capela Sfântul Eftimie, Salonic
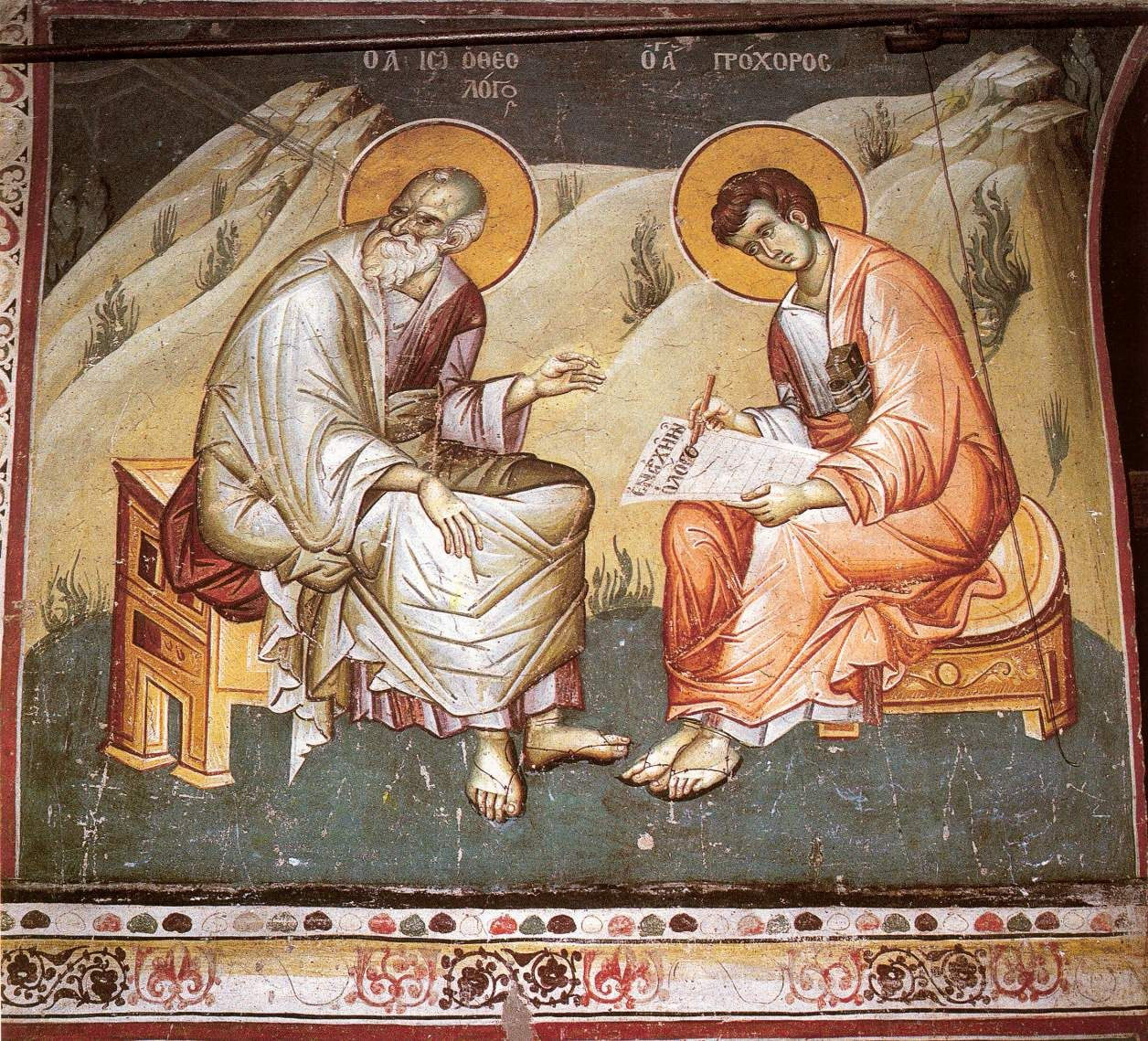
Sfântul Ioan Evanghelistul, Protaton, Kareia
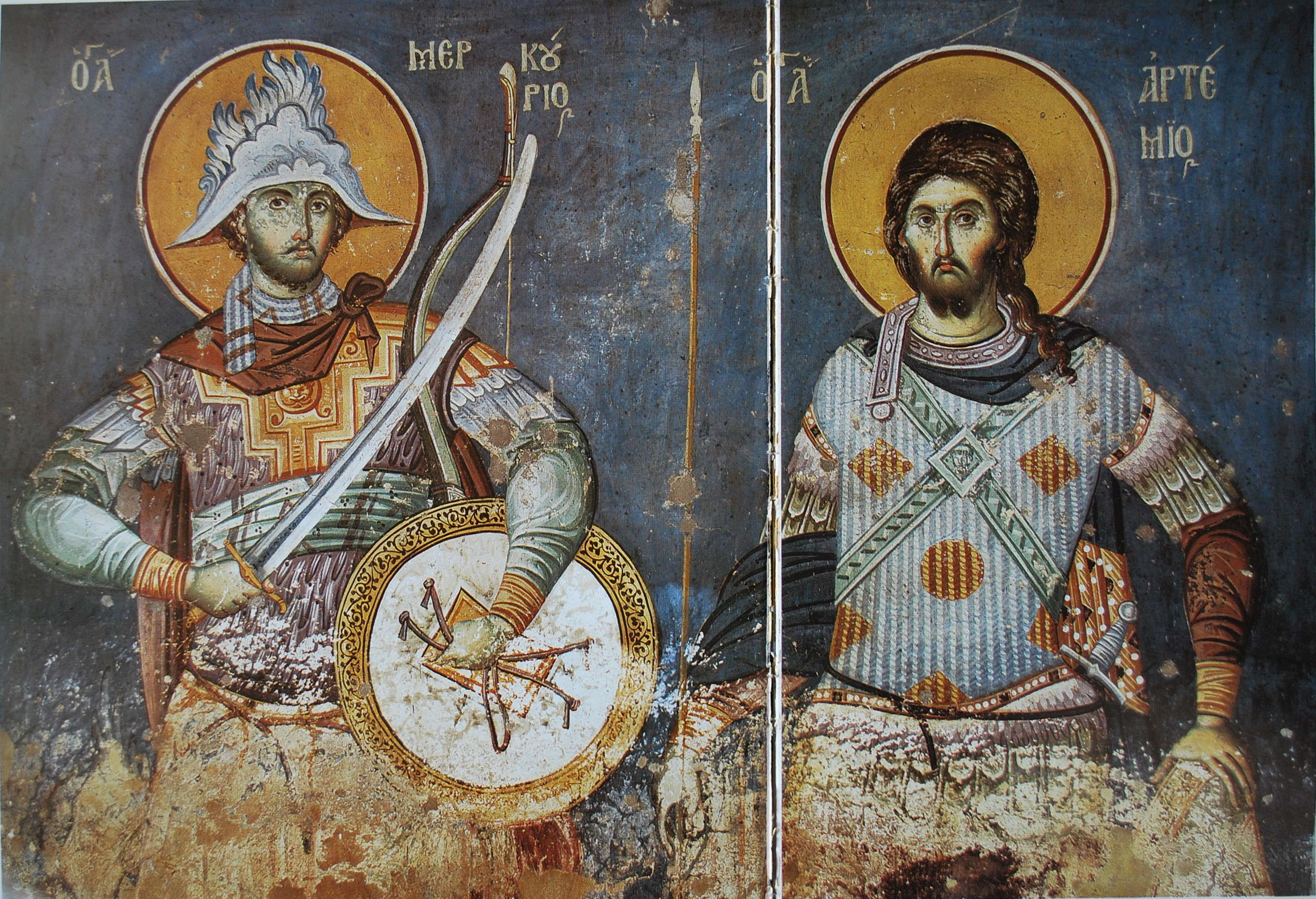
Sfinții Mercurie și Artemie din Antiohia, Protaton, Kareia
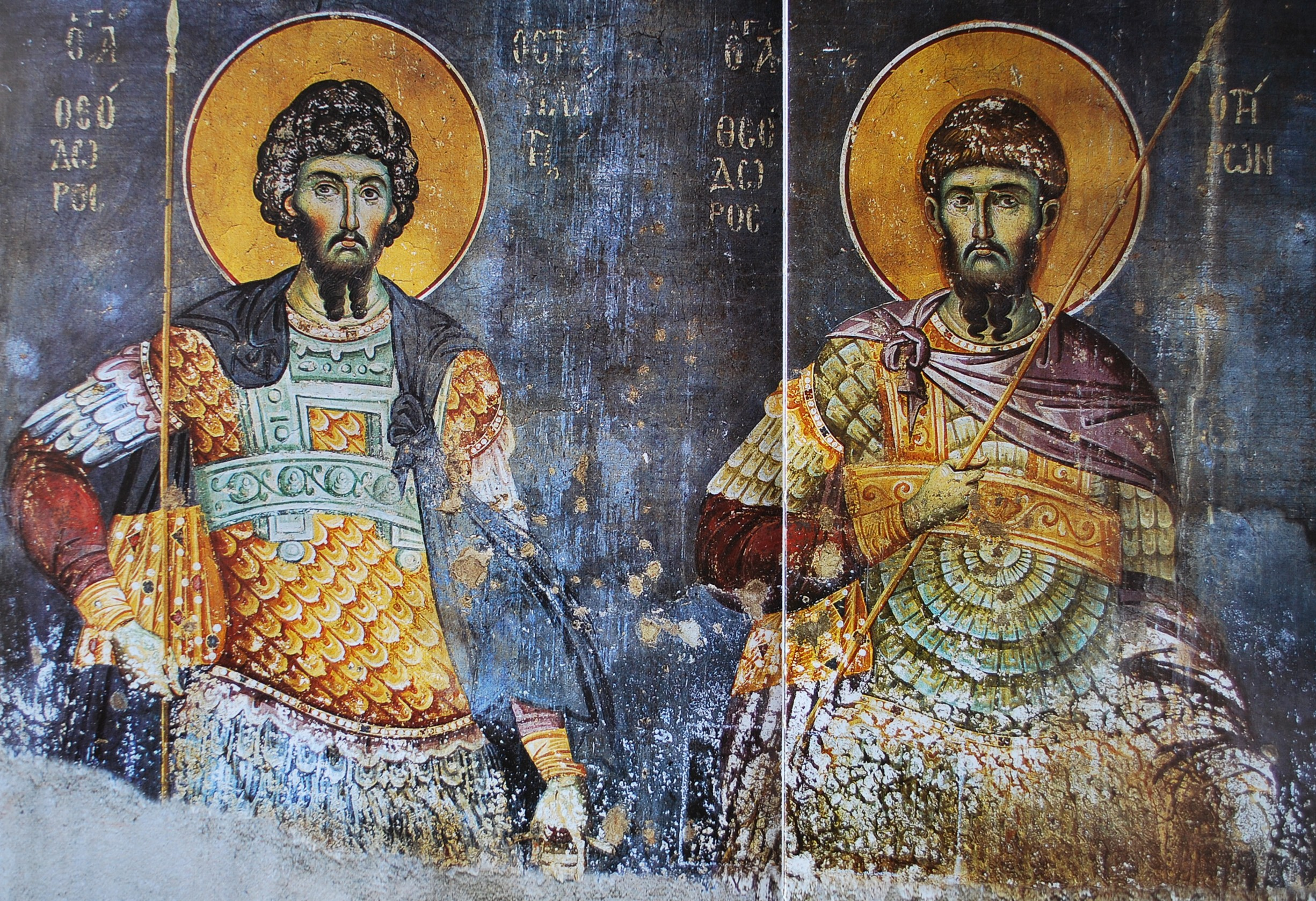
Sfinții Teodor Stratilat și Teodor Tiron, Protaton, Kareia
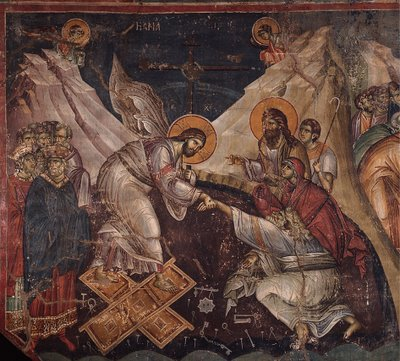
Învierea lui Hristos, Protaton, Kareia
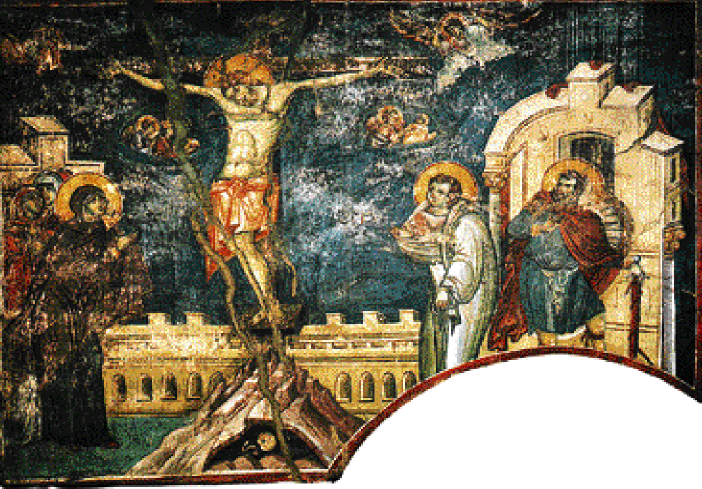
Răstignirea lui Iisus, Protaton, Kareia
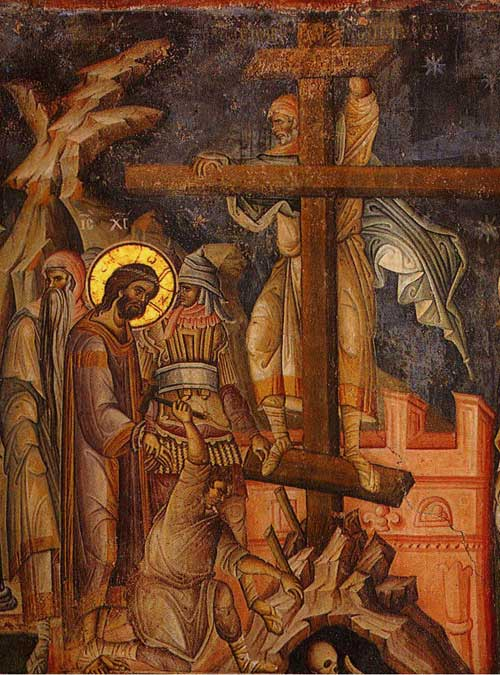
Iisus și crucea, Protaton, Kareia